# La Forêt-du-Temple
La Forêt-du-Temple è un comune francese di 155 abitanti situato nel dipartimento della Creuse nella regione della Nuova Aquitania.

## Società

### Evoluzione demografica
Abitanti censiti